# Teemu Viinikainen
Teemu Viinikainen (* 1975 in Hankasalmi) ist ein finnischer Jazzmusiker (Gitarre, Komposition).

## Leben und Wirken
Viinikainen erhielt bereits mit sieben Jahren mit Gitarrenunterricht. Er studierte zunächst am Helsinki Pop & Jazz Konservatorio und schloss sein Masterstudium an der Sibelius-Akademie ab.
Viinikainen wurde mit den U-Street All Stars in den frühen 2000er Jahren nach einem Sieg beim Jazzwettbewerb im spanischen Gexto bekannt. Die Band veröffentlichte 2002 und 2004 zwei Alben beim Label Blue Note Records. In den Ensembles von Antti Sarpila/Severi Pyysalo, Jukka Perko, Eero Koivistoinen und Jukkis Uotila gewann er weiter an Prestige; er trat auch mit Joe Lovano, Tim Hagans und Randy Brecker auf. Nach Ansicht von Stuart Nicholson gehört er zu den Weltklasse-Gitarristen.
Bei Blue Note erschien 2003 das Album Kuunnelmia im Trio mit Jukka Perko und Severi Pyysalo. 2005 veröffentlichte Viinikainen sein Debütalbum Tales of Robert Dickson bei KSJAZZ. 2012 folgte das Album Nyt!, auf dem er von Bassist Ville Herrala und Schlagzeuger Mika Kallio begleitet wurde. Das nächste Album des Teemu Viinikainen Trios, Hit It!, wurde Anfang 2014 veröffentlicht. Mit dem Soloalbum Songs of Silence (Eclipse Music, 2022) erschien sein fünftes Album unter eigenem Namen. Daneben arbeitete er mit dem UMO Jazz Orchestra, Mirja Mäkelä, Vesa-Matti Loiri und Verneri Pohjola.
Viinikainen lehrt an der Sibelius-Akademie; 2009 legte er das Lehrbuch Rytmi elää (Der Rhythmus lebt) vor.

## Preise und Auszeichnungen
Viinikainen wurde mit dem Yrjö-Preis der finnischen Jazz-Föderation und einem Sony Jazz Award ausgezeichnet. Darüber hinaus wurde er für sein Album Kuunnelmia mit dem Perko-Pyysalo-Viinikainen-Trio für einen Teosto-Preis nominiert.